# إرنستو بيرغاماسكو
إرنستو بيرغاماسكو (بالإيطالية: Ernesto Bergamasco) (مواليد 17 فبراير 1950) هو ملاكم إيطالي، مثّل بلاده في الألعاب الأولمبية الصيفية 1972.

## روابط خارجية
- إرنستو بيرغاماسكو على موقع بوكس ريك (الإنجليزية) (registration required)
- إرنستو بيرغاماسكو على موقع اللجنة الأولمبية الدولية (الإنجليزية)
- إرنستو بيرغاماسكو على موقع أوليمبيديا (الإنجليزية)